# Basepar
Basepar er to nukleotider, populært kaldet baser, der holdes sammen af hydrogenbindinger mellem de komplementære strenge i DNA og RNA. I den kanoniske Watson-Crick DNA-baseparring er det adenin (A), der danner et basepar med thymin (T), og guanin (G), der danner et basepar med cytosin (C). Dette kaldes også "baseparringsreglen". 
Basepar eller bp benyttes som enhed ved angivelse af størrelsen eller længden af en dobbeltstrenget nukleinsyre, et gen eller af en sekvens, f.eks. en kodende sekvens, en exon eller en intron.

## Base
Tilsvarende benyttes termen base som enhed for størrelsen eller længden af en enkeltstrenget nukleinsyre, f.eks. mikroRNA.